# 조씨고아

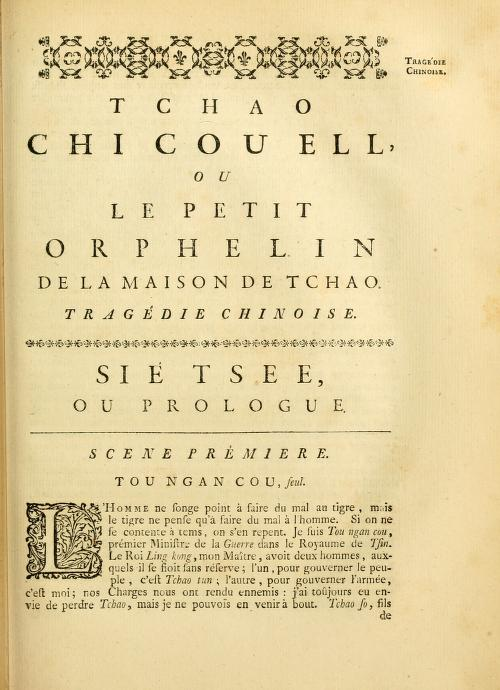

《조씨고아》(중국어 간체자: 赵氏孤儿, 정체자: 趙氏孤兒, 병음: Zhào shì gū ér / ziu6 si6 gu1 ji4 (광둥어) / Tiō--sī Ko͘-jî (민난어) 자오스구얼 / 찌우씨구이 (광둥어) / 띠어시꺼지 (광둥어)[*])는 원나라의 기군상(紀君祥)이 만든 잡극이다.

## 한국어 번역
- 관한경 외 지음, 김우석·홍영림 옮김, 《원잡극선》, 을유문화사, 2015년 11월 25일, 565~635쪽
- 기군상 지음, 정유선 옮김, 《조씨고아》, 지만지드라마, 2019년 7월 15일